# Conde do Ameal
O título de Conde do Ameal foi criado por decreto de 22 de Junho de 1901 do rei D. Carlos I de Portugal a favor de João Maria Correia Aires de Campos.

## Titulares
1. João Maria Correia Aires de Campos (1847–1920)
2. João de Sande Magalhães Mexia Salema Aires de Campos (1877–1957)
3. João Francisco Barbosa de Azevedo Sande Aires de Campos (1902–1982)
Após a implementação da República e o fim do sistema nobiliárquico tornaram-se pretendentes João Miguel de Sande de Castro Sotomaior de Azevedo e Bourbon Aires de Campos (1929–1992) e João Miguel de Sousa Machado Aires de Campos (1961).